# Nayeon
Đây là một tên người Triều Tiên, họ là Im.
Im Na-yeon (tiếng Hàn: 임나연, sinh ngày 22 tháng 9 năm 1995), thường được biết đến với nghệ danh Nayeon, là một nữ ca sĩ người Hàn Quốc. Cô nổi tiếng với vai trò là thành viên của nhóm nhạc nữ Hàn Quốc Twice do JYP Entertainment thành lập và quản lý.

## Tiểu sử
Nayeon đã bí mật tham gia thử giọng tại chương trình Open Audition lần thứ 7 của JYP Entertainment và trở thành một thực tập sinh vào ngày 15 tháng 9 năm 2010. Vào năm 2013, cô đã được chọn là thành viên của nhóm 6mix, một nhóm nhạc nữ của JYP đã được lên kế hoạch nhưng không ra mắt. Trước khi tham gia Sixteen và ra mắt với vai trò là một thành viên của Twice, cô đã xuất hiện trong vài quảng cáo trên truyền hình và xuất hiện với vai trò khách mời trong phim truyền hình Dream High 2 của đài KBS2 vào năm 2012.
Với cuộc bình chọn âm nhạc thường niên thực hiện bởi Gallup Hàn Quốc vào năm 2017, Nayeon được bầu chọn là thần tượng nổi bật thứ sáu tại Hàn Quốc, là thứ hạng cao nhất so với các thành viên cùng nhóm. Trong cuộc bình chọn vào năm 2018, cô lại đứng ở thứ hạng này với 6,7% bầu chọn.

## Video âm nhạc đã xuất hiện
| Năm  | Video âm nhạc     | Nghệ sĩ  | Vai trò  |
| ---- | ----------------- | -------- | -------- |
| 2014 | No Love           | Jun.K    | Bản thân |
| 2014 | Girls Girls Girls | GOT7     | Bản thân |
| 2014 | Please Don't Go   | SanE     | Bản thân |
| 2015 | Only You          | Miss A   | Bản thân |
| 2016 | Fire              | J.Y.Park | Bản thân |
| 2017 | Your Wedding      | Jun.K    | Bản thân |

## Danh sách đĩa nhạc
| Năm  | Bài hát                        | Album                   | Ghi chú   |
| ---- | ------------------------------ | ----------------------- | --------- |
| 2017 | 24/7                           | Twicetagram             | Với Jihyo |
| 2019 | 21:29                          | Feel Special            | Với Twice |
| 2019 | Rainbow                        | Feel Special            | Lyrics    |
| 2020 | Make Me Go                     | More & More             | Lyrics    |
| 2020 | Depend On You                  | Eyes Wide Open          | Lyrics    |
| 2021 | Baby Blue Love                 | Taste Of Love           | Lyrics    |
| 2021 | F.I.L.A (Fall In Love Again)   | Formula of Love: O+T=<3 | Lyrics    |
| 2022 | Love Countdown (feat.Wonstein) | IM NAYEON               | Lyrics    |
| 2022 | All Or Nothing                 | IM NAYEON               | Lyrics    |
| 2022 | Celebrate                      | Celebrate               | Twice     |

## Danh sách phim

### Phim truyền hình
| Năm  | Chương trình tuyền hình | Kênh | Ghi chú             |
| ---- | ----------------------- | ---- | ------------------- |
| 2012 | Dream High 2            | KBS2 | Vai khách mời tập 2 |
| 2016 | Oh My God! Tip          | MBC  | phim Web            |

### Chương trình phát sóng
| Năm  | Tiêu đề                           | Mạng lưới | Vai trò          |
| ---- | --------------------------------- | --------- | ---------------- |
| 2018 | Idol Star Athletics Championships | MBC       | Người giới thiệu |

## Chương trình âm nhạc

#### Show Champion
| Năm  | Ngày       | Bài hát | Điểm |
| ---- | ---------- | ------- | ---- |
| 2024 | 19 tháng 6 | "ABCD"  | 4644 |

#### M Countdown
| Năm  | Ngày       | Bài hát | Điểm |
| ---- | ---------- | ------- | ---- |
| 2022 | 14 tháng 7 | "Pop!"  | 7266 |

#### Music Bank
| Năm  | Ngày       | Bài hát | Điểm |
| ---- | ---------- | ------- | ---- |
| 2024 | 21 tháng 6 | "ABCD"  | 8664 |

#### Show! Music Core
| Năm  | Ngày       | Bài hát | Điểm |
| ---- | ---------- | ------- | ---- |
| 2022 | 16 tháng 7 | "Pop!"  | 7022 |

#### Inkigayo
| Năm  | Ngày       | Bài hát | Điểm |
| ---- | ---------- | ------- | ---- |
| 2022 | 10 tháng 7 | "Pop!"  | 6922 |
| 2022 | 24 tháng 7 | "Pop!"  | 7103 |
| 2022 | 7 tháng 8  | "Pop!"  | 7201 |

## Quảng cáo
| Năm  | Nhãn hiệu            | Ghi chú                   |
| ---- | -------------------- | ------------------------- |
| 2010 | Nitendo Wii          | Cùng với Jungyeon (Twice) |
| 2012 | Teen Nature          | Cùng với Suzy (Miss A)    |
| 2013 | SMART School Uniform | Bản thân                  |
| 2014 | Clarks Of England    | Cùng với HIGHLIGHT        |